# Henry Cameron
Henry Anthony Cameron (Lytham St Annes, 28 giugno 1997) è un ex calciatore neozelandese con cittadinanza britannica, di ruolo centrocampista.

## Biografia
Possiede la cittadinanza neozelandese grazie alle origini della madre.

## Carriera

### Club
All'età di 9 anni approda nel settore giovanile del Blackpool. Il 14 gennaio 2015 sottoscrive il suo primo contratto da professionista con la società inglese, firmando un contratto di 18 mesi. Esordisce in prima squadra il 31 gennaio contro il Brighton & Hove, venendo sostituito al 72' da Nathan Delfouneso.
Il 28 febbraio si infortuna contro il Wigan, lesionandosi i legamenti della caviglia. Rientra in campo l'11 aprile contro l'Ipswich Town, segnando la sua prima rete in campionato. L'8 giugno 2015 si accorda con la società sulla base di un rinnovo biennale con opzione per il terzo anno.
Un infortunio al ginocchio rimediato a novembre in nazionale lo costringe a chiudere la stagione con largo anticipo.
Tra il 2017 ed il 2018 gioca complessivamente 7 partite nella prima divisione irlandese con la maglia del Limerick. In seguito va a giocare nella prima divisione neozelandese con il Team Wellington, con cui nell'arco di un biennio realizza una rete in 17 partite di campionato. Sempre con la maglia del club neozelandese gioca poi anche una partita nel Mondiale per Club e 5 partite nella OFC Champions League 2019, competizione nella quale tra l'altro realizza anche una rete.

### Nazionale
Ha giocato nella nazionale neozelandese Under-20.
Il 5 novembre 2015 viene incluso - dal CT Anthony Hudson - tra i convocati che prenderanno parte all'amichevole con l'Oman. Esordisce quindi con gli All Whites una settimana dopo. Poco prima dell'intervallo si procura la rottura del legamento crociato anteriore del ginocchio.

## Statistiche

### Presenze e reti nei club
Statistiche aggiornate al 9 agosto 2016.
| Stagione        | Squadra         | Campionato      | Campionato | Campionato | Coppe nazionali | Coppe nazionali | Coppe nazionali | Coppe continentali | Coppe continentali | Coppe continentali | Altre coppe | Altre coppe | Altre coppe | Totale | Totale |
| Stagione        | Squadra         | Comp            | Pres       | Reti       | Comp            | Pres            | Reti            | Comp               | Pres               | Reti               | Comp        | Pres        | Reti        | Pres   | Reti   |
| --------------- | --------------- | --------------- | ---------- | ---------- | --------------- | --------------- | --------------- | ------------------ | ------------------ | ------------------ | ----------- | ----------- | ----------- | ------ | ------ |
| 2014-2015       | Blackpool       | FLC             | 11         | 1          | FACup+CdL       | 0               | 0               | -                  | -                  | -                  | -           | -           | -           | 11     | 1      |
| 2015-2016       | Blackpool       | FL1             | 14         | 0          | FACup+CdL       | 1+1             | 0               | -                  | -                  | -                  | FLT         | 0           | 0           | 16     | 0      |
| 2016-2017       | Blackpool       | FL2             | 0          | 0          | FACup+CdL       | 0+1             | 0               | -                  | -                  | -                  | FLT         | 0           | 0           | 1      | 0      |
| Totale carriera | Totale carriera | Totale carriera | 25         | 1          |                 | 3               | 0               |                    | -                  | -                  |             | 0           | 0           | 28     | 1      |

### Cronologia presenze e reti in nazionale
| Cronologia completa delle presenze e delle reti in nazionale ― Nuova Zelanda | Cronologia completa delle presenze e delle reti in nazionale ― Nuova Zelanda | Cronologia completa delle presenze e delle reti in nazionale ― Nuova Zelanda | Cronologia completa delle presenze e delle reti in nazionale ― Nuova Zelanda | Cronologia completa delle presenze e delle reti in nazionale ― Nuova Zelanda | Cronologia completa delle presenze e delle reti in nazionale ― Nuova Zelanda | Cronologia completa delle presenze e delle reti in nazionale ― Nuova Zelanda | Cronologia completa delle presenze e delle reti in nazionale ― Nuova Zelanda |
| Data                                                                         | Città                                                                        | In casa                                                                      | Risultato                                                                    | Ospiti                                                                       | Competizione                                                                 | Reti                                                                         | Note                                                                         |
| ---------------------------------------------------------------------------- | ---------------------------------------------------------------------------- | ---------------------------------------------------------------------------- | ---------------------------------------------------------------------------- | ---------------------------------------------------------------------------- | ---------------------------------------------------------------------------- | ---------------------------------------------------------------------------- | ---------------------------------------------------------------------------- |
| 12-11-2015                                                                   | Seeb                                                                         | Oman                                                                         | 0 – 1                                                                        | Nuova Zelanda                                                                | Amichevole                                                                   | -                                                                            | 42’                                                                          |
| Totale                                                                       |                                                                              | Presenze                                                                     | 1                                                                            |                                                                              | Reti                                                                         | 0                                                                            |                                                                              |